# Mimomyia kiriromi
Mimomyia kiriromi är en tvåvingeart som först beskrevs av Klein 1969.  Mimomyia kiriromi ingår i släktet Mimomyia och familjen stickmyggor.
Artens utbredningsområde är Kambodja. Inga underarter finns listade i Catalogue of Life.